# Syrec (stanice metra v Kyjevě)
Syrec (ukrajinsky Сирець, anglickým přepisem v orientačních plánech Syrets, rusky Сырец) je konečná stanice kyjevského metra na Syrecko-Pečerské lince. Stanice byla otevřena v rámci sedmého úseku linky Syrecko-Pečerska dne 14. října 2004 a nachází se pod ulicí Ščusjeva, nedaleko železniční zastávky Kyjiv-Syrec.

## Konstrukce stanice
První zmínka stanice je v mapě z roku 1970, tahle mapa zobrazovala plánované stanice třetí linky, na ní se objevil název Syrec. Další plánováné názvy byly také Syrecka či Vulycja Ščusjeva. Výstavba úseku mezi stanicemi Dorohožyči a Syrec byla velice kontroverzní, jelikož po vybudování minulého úseku z Lukjanivské do Dorohožyči se vystavěl i půlkilometrový úsek tunelů za stanicí, které měly mířit na sídliště Vynohradar. Poté se ale rozhodlo o přemístění stanice Syrec a vystavěla se ostrá křivka mířící z již vybudované křivky mířící na sever, směrem na východ k železniční zastávce Kyjiv-Syrec, která byla hlavním důvodem pro změnu plánů a výstavby stanice na okraji sídliště Syrec.

## Charakteristika
Stanice je trojlodní, kdy pilíře jsou obloženy bílým mramorem, s červeným smaltovaným pruhem. Podlaha je tvořena z bílé žuly a černého gabronu. Střední loď je také obložena plastovým obložením (které se nachází i u stanic linky B v Praze). Na konci střední lodi se nachází eskalátory vedoucí do samostatného vestibulu s východem do ulice Ščusjeva. Samotné eskalátory jsou ukrajinské výroby pocházející z Krjukovského závodu v Kremenčuku. Nedaleko stanice se nachází železniční zastávky Kyjiv-Syrec, která je provozována Kyjevskou městskou železnicí.